# Diasemia calcaralis
Diasemia calcaralis là một loài bướm đêm trong họ Crambidae.